# Evolución viral
El estudio de la evolución viral es un subcampo de la biología evolutiva y la virología; este campo estudia la evolución y el origen de los virus. Muchos de los virus, particularmente los virus de ARN, tienen tiempos de generación muy reducidos y la capacidad de mutación es muy alta (desde el orden de mutación puntual o mutación en el genoma mediante la replicación de virus de ARN). La elevada tasa de mutación tiene su fundamento en la selección natural, ya que los virus responden rápidamente a los cambios en el entorno del huésped. 
La evolución viral es un aspecto importante en el campo de la epidemiología de las enfermedades de origen viral, tal como la influenza (virus de la influenza), el sida (VIH) y la hepatitis (VHC). La mutación viral se da con mucha rapidez, lo que provoca problemas para el desarrollo de vacunas y fármacos antivirales que sean exitosos, esto debido a las mutaciones que hacen al virus resistente en cuestión de semanas o meses después del inicio del tratamiento. El principal modelo que se utiliza para estudiar la evolución de los virus es el modelo de quasiespecies, como quasiespecies víricas.

## Evolución
Los virus no forman fósiles debido a que las simples partículas virales no podrían soportar el proceso de fosilización. A pesar de esto, los genomas de diversos organismos contienen elementos virales endógenos (EEV’s). Estos son restos de genes y genomas de secuencia de ADN de virus que en tiempos antiguos “invadieron” la línea germinal del huésped. Un ejemplo, es aquel en que el genoma de la mayoría de las especies vertebradas contiene miles de secuencias derivadas de retrovirus antiguos. Estas secuencias son una fuerte evidencia sobre la historia evolutiva de los virus, y estas secuencias han dado lugar a una nueva rama de la ciencia llamada paleovirología.
La historia evolutiva de los virus puede inferirse mediante el análisis de genomas virales contemporáneos. Estos análisis han permitido medir las tasas de mutación de muchos virus y utilizar una técnica llamada “reloj molecular” que permite datar la divergencia de 2 especies.
Los virus evolucionan mediante cambios o mediante la generación de nuevas secuencias en su ARN (o ADN según sea el caso) algunos de estos evolucionan rápidamente, y sus mutantes usualmente mejor adaptados superan en número a sus homólogos que son menos aptos. En este sentido la evolución de los virus es Darwiniana. La manera en que los virus se reproducen en las células huésped, que son muy susceptibles a los cambios en su genoma, ayuda a impulsar la evolución de los virus.  Los virus de ARN son demasiado propensos a las mutaciones. En las células huésped existen mecanismos que corrigen los errores que hay en el ADN durante la replicación, y estos actúan cuando sucede la división celular. Estos mecanismos son importantes ya que ayudan a prevenir que las mutaciones letales se transmitan a la descendencia; estos mecanismos no funcionan para el ARN y posteriormente cuando el ARN del virus se replica en la célula huésped, los cambios en el genoma inducen errores, de los cuales algunos pueden ser letales. Una pequeña partícula puede producir millones de virus de progenie en un solo proceso de replicación. Muchas de las mutaciones son silenciosas, esto quiere decir que no muestran cambios visibles en los virus de la progenie, pero algunas otras mutaciones aumentan la habilidad de adaptarse al medio ambiente. Este tipo de cambios en las partículas de los virus son aquellas que otorgan la habilidad a no ser identificadas en el sistema inmunológico o tienen una habilidad para que las eficacias de los medicamentos antivirales bajen su eficiencia. Estos cambios pueden ser fácilmente identificados en el VIH.
Muchos virus (Ejemplo: Virus de la influenza A) pueden cambiar su genoma con el de otros virus al momento de que dos cepas infecten a la misma célula huésped. Este fenómeno es llamado “cambio genómico” y este fenómeno es el causante de nuevas cepas de virus que pueden ser más virulentas. Otro tipo de virus cambia un poco más despacio a medida que las mutaciones en su genoma se acumulan, este proceso es conocido como “deriva genética”.
A través de estos mecanismos los nuevos virus emergen constantemente, lo que da como resultado un desafío para controlar y hacer medicamentos contra las enfermedades que producen estos virus. Con el antecedente de que todos los virus tienen un ancestro en común, y aunque la hipótesis del primer virus no ha sido totalmente aceptada, se sabe que los miles de especies de virus existentes han evolucionado de otras especies más antiguas. Los morbilivirus, por ejemplo, son un grupo de virus que están estrechamente relacionados con algunos otros que infectan a una amplia gama de animales. El virus del sarampión puede infectar tanto a humanos como a otros primates, el virus del moquillo canino no solo infecta a los perros, sino también a patos, osos, comadrejas, etc. Otra enfermedad causada por virus es la peste bovina, que infecta al ganado vacuno y a los búfalos; otro tipo de virus infecta a las focas, marsopas, y delfines. Aunque aún no es posible saber cuál de estos virus evoluciona más rápido para un grupo tan estrechamente relacionado, se sugiere la posibilidad de que el antepasado común de estos sea muy antiguo.

## Orígenes

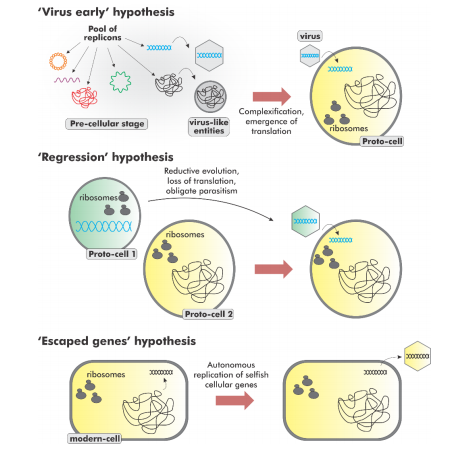
Hipótesis clásicas para el origen de los virus.

Los virus son entidades primordiales con orígenes más antiguos que todos los seres vivos y se han revelado relaciones entre virus que infectan organismos de cada uno de los tres dominios de la vida, lo que sugiere que virus procariotas preceden a virus eucariotas y que las proteínas virales son anteriores a la divergencia de la vida e infectando así al último antepasado común universal (LUCA) y a los protobiontes. Las proteínas de las cápsides no tienen homólogos con las proteínas celulares, aunque una parte de los genes. Esto indica que algunos virus surgieron antes que las células y que probablemente han surgido varias veces. Se ha sugerido que nuevos grupos de virus han surgido repetidamente en todas las etapas de la evolución, a menudo a través del desplazamiento de genes ancestrales de replicación estructural y genómica. En particular porque se ha revelado relaciones evolutivas entre virus y elementos genéticos móviles no virales dando estos lugar a nuevos tipos de virus, posiblemente mediante la adquisición de los genes para la formación cápside así como las proteínas que la conforman.
Existen 3 hipótesis clásicas acerca del origen de los virus: 
- Los virus pudieron haber sido células de muy pequeño tamaño que parasitaron a células más grandes, una hipótesis más conocida como degeneración[15][16] o de reducción[17]). La hipótesis de la reducción ha sido descartada por algunos científicos debido a que no hay ningún organismo celular que pudiese representar un estado intermedio. Aunque se conocen casos de microorganismos muy reducidos, estos nunca pueden llegar a formar entidades tan simples como los virus, por tanto esto hace difícil que podamos probar esta hipótesis.
- Algunos virus pudieron haber sido producto de la evolución de algunos fragmentos de ADN o ARN que escaparon de los genes de un organismo más grande (hipótesis de la vagancia[18] o hipótesis del escape).
- Otra hipótesis dice que los virus pudieron haber evolucionado a partir de moléculas complejas y ácidos nucleicos, antes de  la aparición de las células en la Tierra, esta fue la primera hipótesis planteada acerca de los virus, (hipótesis del virus primero o coevolución).[17][19]

Ninguna de las hipótesis descritas anteriormente ha sido del todo aceptada, la hipótesis regresiva fue refutada ya que no puede explicar porque los parásitos celulares no se asemejan a ningún tipo de virus y porque no hay ningún intermediario evolutivo que pudiese demostrarla. La hipótesis del escape de fragmentos de ADN o ARN no explicaba la complejidad de las cápsides y de otras estructuras virales. La hipótesis del virus primero no explicaba porque los virus dependen de células huéspedes para su replicación. Los biólogos han revaluado las hipótesis antes mencionadas y han concluido que el escenario más plausible para el origen de los virus es un híbrido entre la hipótesis del virus primero y el escape.
A su vez se han propuesto dos hipótesis nuevas:
- Hipótesis de orígenes quiméricos: con base en los análisis de la evolución de los módulos de virus replicativos y estructurales, se propuso un escenario quimérico para el origen de los virus en 2019. Según esta hipótesis los virus se originaron de distintos tipos de replicadores primordiales (protovirus) del mundo de ARN al reclutar proteínas de huéspedes primordiales para la formación de cápsides. Estos huéspedes habrían sido protobiontes, a su vez los virus también pudieron continuar reclutando proteínas de sus huéspedes celulares actuales.[23] Los virus retienen un módulo de replicación heredado de la etapa prebiótica ya que este está ausente en las células. También las infecciones virales produjeron el desplazamiento de genes asociados con la formación de cápsides y el módulo de replicación vírico entre los organismos celulares que pudieron fomentar la aparición de nuevos virus. Este escenario es distinto de los otros tres, pero se considera un híbrido entre la hipótesis del virus primero y el escape.[1] Los virus satélite parecen apoyar esta hipótesis ya que ellos son virus compuestos por ácidos nucleicos que no pueden replicarse sin la ayuda de un virus auxiliar y requieren la mayor parte de las enzimas del virus auxiliar para fabricar su cápside.

- Hipótesis de coevolución (teoría de la burbuja): al comienzo de la vida, existía una comunidad de replicones tempranos (piezas de información genética capaces de autorreplicarse) cerca de una fuente de alimento como una fuente termal o un respiradero hidrotermal. Esta fuente de alimento también produjo moléculas similares a los lípidos que se autoensamblan en vesículas que pueden encerrar replicones. Cerca de la fuente de alimento los replicones prosperaron, pero más lejos los únicos recursos no diluidos estarían dentro de las vesículas. Por lo tanto, la presión evolutiva podría empujar replicones a lo largo de dos caminos de desarrollo: fusionándose con una vesícula, dando lugar a células; e ingresando a la vesícula, utilizando sus recursos, multiplicándose y saliendo para otra vesícula, dando lugar a virus.

Uno de los problemas para el estudio acerca del origen de los virus y su evolución es el alto índice de mutación, específicamente más en casos de retrovirus en el ARN como, por ejemplo el VIH/sida. Otro problema importante es la transferencia horizontal de genes y enzimas como las polimerasas dado que los virus pudieron intercambiar genes y enzimas con los organismos celulares durante la evolución. Estudios recientes basados en comparaciones de distintas estructuras virales de plegamiento de proteínas, dan como resultado la creación de algunas pruebas nuevas. Hay algunas proteínas llamadas “Fold Super Families (FSF)” que son proteínas de plegamiento que muestran estructuras de plegamiento similares pero independientes a los de los aminoácidos, y esta característica demuestra una evidencia de filogenia viral. Con estas pruebas se han encontrado que los virus se pueden agrupar en 4 FSF’s (Fold Super Families); que están basados así mismo en 3 dominios que son: bacteriovirus, arqueovirus y eucariovirus, junto con una cuarta FSF que parece indicar la separación de los 3 dominios de la vida. Con esto los proteomas virales contienen algunos rastros de linaje de la historia evolutiva, que puede ser recuperada mediante el uso de las herramientas más avanzadas como la bioinformática. Anshan Nasir y Gustavo Caetano-Anollés, dijeron “Esto implica la existencia de antiguos linajes de protobiontes o replicones primordiales que son comunes a las células y virus antes del último ancestro celular universal que dio origen a las células.” Acorde a los registros, la presión de moléculas en el caldo primigenio o en los protobiontes produjo una compartimentación de proteínas y ácidos nucleicos adicional dando origen a diversos tipos de partículas que se convertirían en los virus, mientras que los otros linajes pre-celulares o protobiontes coexisten y se diversifican para originar las células. Sin embargo, la gran diferencia entre ARN y ADN de las FSF’s sugiere que la teoría del mundo de ARN podría tener una nueva evidencia experimental, con un largo periodo intermedio de evolución.

## Evolución e hipótesis posteriores

Caudovirus inyectando su material genético en una bacteria para la formación de viriones. Estos tipos de virus procariotas son considerados uno de los linajes de virus más antiguos.

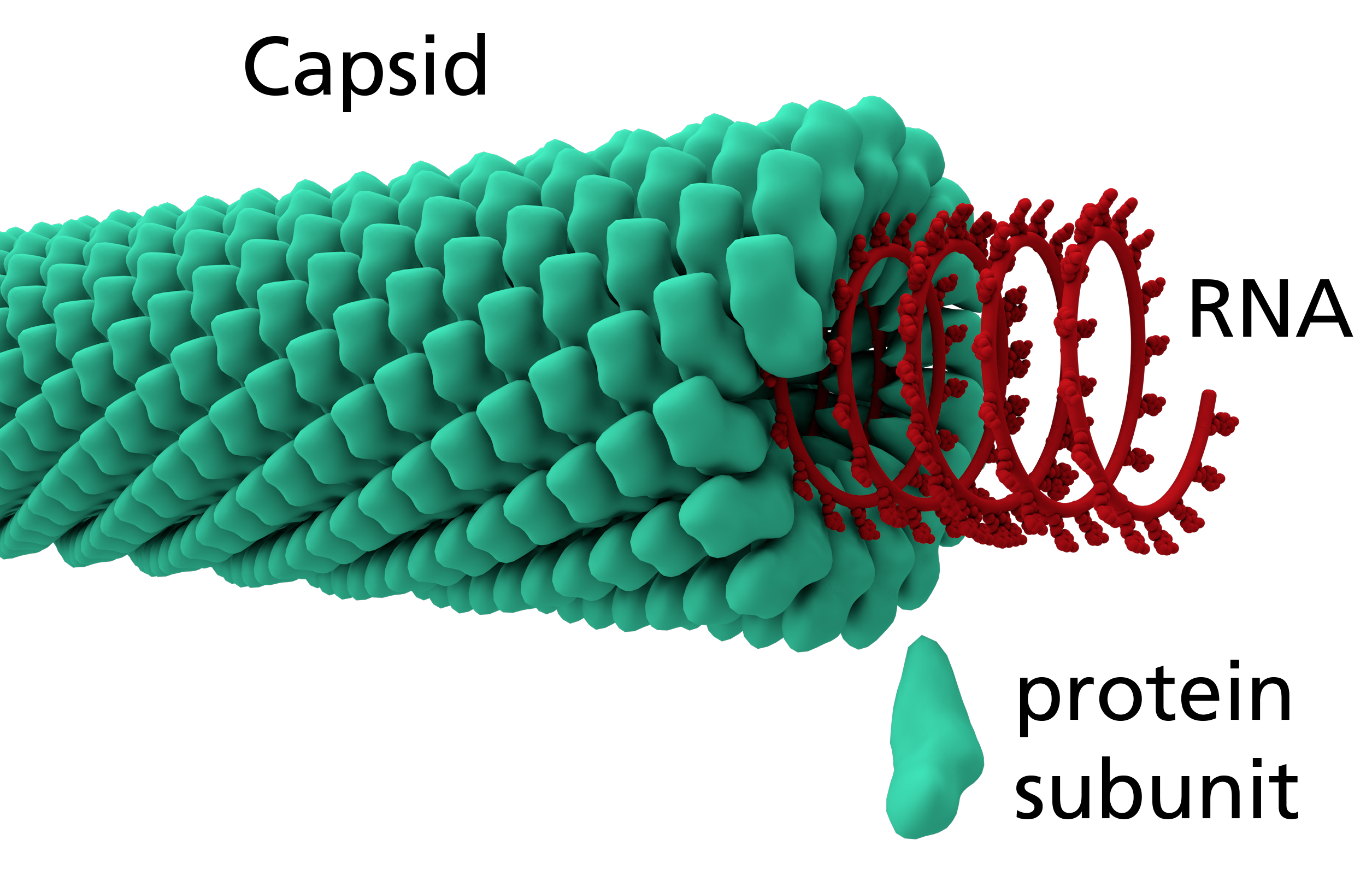
Los virus de ARN pueden considerarse los virus más antiguos de todos.

La mayoría de las proteínas virales no tienen homólogos con las proteínas celulares y el módulo de replicación vírico es diferente del celular. También algunos genes específicos se han conservado en determinados linajes virales y no tienen homólogos con genes celulares. En consecuencia ha surgido un consenso en el que realmente los virus se originaron antes que el último antepasado común universal en los protobiontes durante el mundo de ARN. El descubrimiento de los microcompartimientos bacterianos y los nanocompartimientos de encapsulina, que son orgánulos procariotas proteicos que forman estructuras similares a las cápsides virales icosaédricas, pero sin genoma, da credibilidad a que los virus surgieron de un evento en el que ciertos replicones quedaron atrapados dentro de las cápsides, originando los genomas y que las cápsides habrían surgido primero a través de proteínas de microcompartimiento primordiales. Según este punto de vista, los primeros virus fueron icosaédricos, y las otras formas geométricas habrían derivado posteriormente. Los virus se originaron durante el Hádico, antes de las células, entre un período de 4500-4350 millones de años.
Estudios de las proteínas virales han identificado que los virus pueden dividirse en 7 dominios de acuerdo con sus características proteicas: Adnaviria, Duplodnaviria, Varidnaviria, Monodnaviria, Riboviria, Singelaviria y Telodnaviria, mientras que los virusoides y viroides conformarían sus propios dominios Ribozyviria y Viroidia respectivamente.

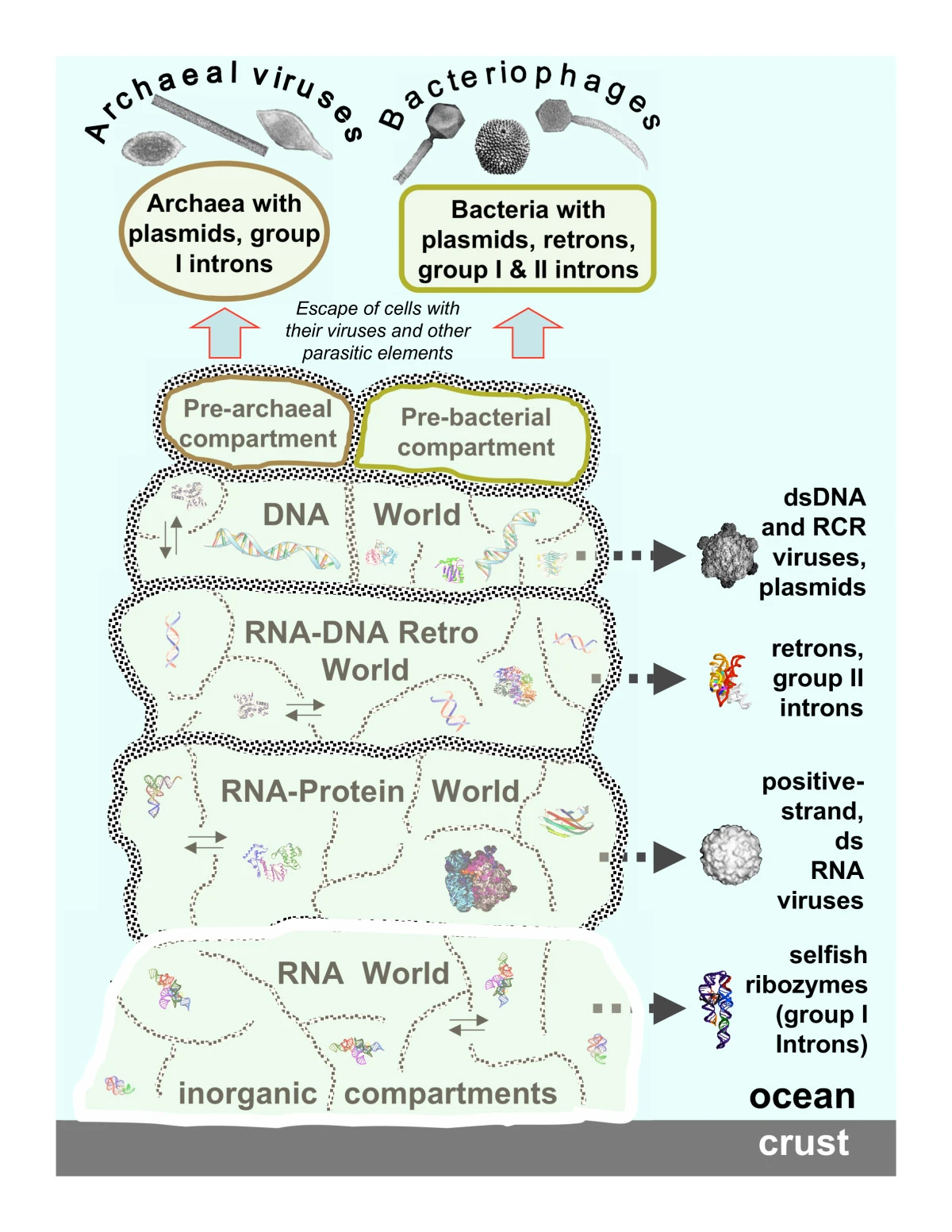
Un escenario general para el origen de los virus en tiempos precelulares.

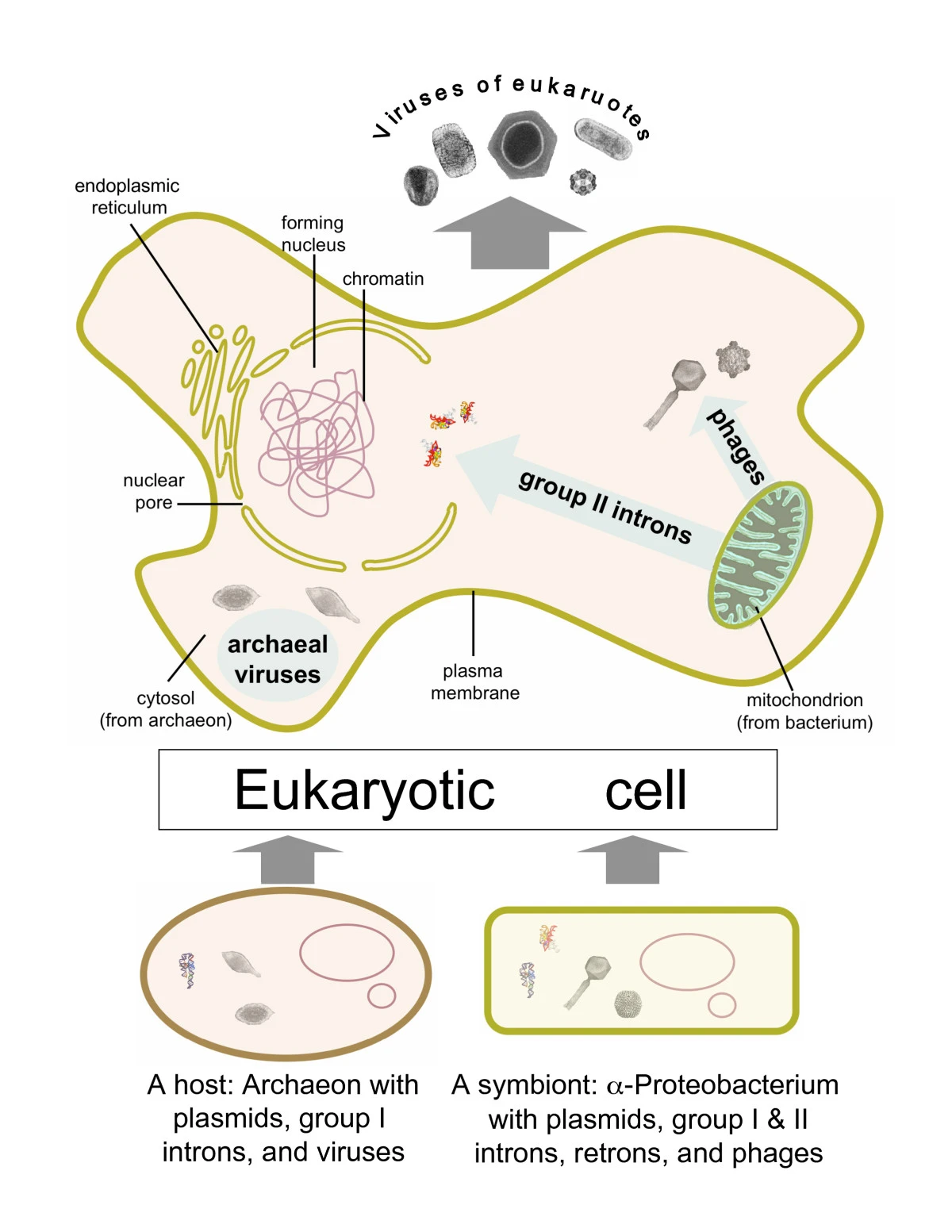
Origen de los eucariotas y evolución de los virus eucarióticos a partir de los virus procarióticos. En este escenario algunos virus de arqueas continuaron infectado a sus descendientes los eucariotas, mientras que otros llegaron de las proteobacterias cuando el endosimbionte bacteriano se convirtió en las mitocondrias.

De acuerdo con estos estudios, los virus de ARN y los virus retrotranscritos forman un dominio monofilético Riboviria dividido en dos reinos Orthornavirae que incluye los virus de ARN y Pararnavirae que incluye los virus retrotranscritos. Los virus de ARN se caracterizan por poseer una ARN polimerasa dependiente de ARN (RdRp) y los virus retrotranscritos por poseer una transcriptasa inversa. La agrupación surge debido a que se cree que las ARN polimerasas dependientes de ARN y las transcriptasas inversas tanto celulares como virales tienen un ancestro común. Los virus de ARN tienen una gran importancia evolutiva, ya que se ha sugerido que junto con los virusoides (Ribozyviria) y viroides son reliquias del antiguo mundo de ARN, puesto que su replicación se basa únicamente en el ARN (sin pasar por un extremo o secuencia de ADN, una característica ausente en las células). Se ha sugerido que los virus de ARN precedieron a los intrones y retrotransposones en el mundo precelular mediante un ancestro compartido con el filo Lenarviricota. Los virus de ARN probablemente llegaron a los eucariotas por medio de las arqueas y las proteobacterias hace más de 2500 millones de años, en el momento que sucedió la endosimbiosis seriada que involucró a una arquea y una proteobacteria las cuales darían origen a los eucariotas. Estos virus tuvieron una gran diversificación que representan una parte importante del viroma eucariota. Por otra parte se ha propuesto que los virus retrotranscritos pudieron haber surgido de un evento en el que un retrotransposón se integró en la cápside de otro virus, reemplazando el genoma y las enzimas del virus típico, pero se ha sugerido que pudo ser un virus de ARN. Los virus retrotranscritos con posterioridad originaron a los retrotransposones LTR por infección viral.
El dominio  Ribozyviria incluye a los virusoides, viroides de tipo virus satélite que dependen de virus de ARN y retrotranscritos, principalmente de animales, plantas, hongos y bacterias. Se caracterizan por ser moléculas de ARN que se replican a través de ribozimas, aunque en algunos miembros una parte de su ciclo implica utilizar la polimerasa propia del virus huésped (RdRP o RT), algunos de ellos obtienen un ensamblaje viral a partir del que porta el virus huésped. Incluye al agente causante de la hepatitis D. El dominio Viroidia incluye a los viroides que son agentes infecciosos compuestos por una molécula de ARN sin cápside o polimerasas que no codifican proteínas y no transcriben ADN. Se replican mediante un mecanismo de círculo ARN-ARN mediado por enzimas del huésped o ribozimas propias. Los análisis filogenéticos y de homología basados en diferentes tipos de ARNs sugieren que los virusoides comparten un origen monofilético con los viroides y que ambos descienden de un ancestro común. Los análisis filogenéticos también sugieren que las entidades de tipo viroide dieron origen a las retrozimas, un tipo de retrotransposón que se replica a través de una ribozima con cabeza de martillo presente en las plantas y animales y a los retroviroides un tipo de elemento genético móvil derivado de un viroide unido con el ADN y transcriptasa inversa de un caulimovirus, encontrado en los claveles. Los viroides y virusoides se consideran reliquias de la primera fase del mundo de ARN, porque ambos carecen de homología con moléculas de ARN celulares, su replicación se basa únicamente en el ARN (sin pasar por un extremo o secuencia de ADN, una característica ausente en las células), no codifican proteínas y tienen propiedades químicas propuestas para el mundo de ARN y el caldo primigenio y ambos se replican en su mayor parte a través de ribozimas consideradas las primeras moléculas de ARN en surgir.
Los virus de Varidnaviria se caracterizan por tener una proteína específica en doble rollo de gelatina vertical denominada DJR-MCP. Los bacteriófagos de este dominio pudieron originar la superfamilia de transposones de ADN "polintones" (transposones de ADN que se encuentran en los genomas eucariotas), los plásmidos mitocondriales (plásmidos inactivos que se encuentran en las mitocondrias) y los plásmidos de levaduras (citoplasmáticos). Los transposones de ADN "polintones" también llamados "polintovirus" probablemente son fósiles de los primeros virus de este dominio que infectaron a los eucariotas derivando de bacteriófagos y antes de integrarse al genoma eucariota originarían a los adenovirus, los virófagos, los virus gigantes, los plásmidos mitocondriales, los plásmidos de levaduras (citoplasmáticos) y los transpovirones (transposones de ADN que se encuentran en los genomas de los virus gigantes). Los virus gigantes parecen haber evolucionado de virus pequeños descendientes de los polintovirus, que aumentaron su genoma y el tamaño del virión mediante la duplicación y deleción de genes, la albergación de elementos genéticos móviles y la adquisición masiva de genes del huésped y sus bacterias endosimbióticas, incluido los genes para la traducción y los genes informáticos que se consideran los más resistentes a la transferencia horizontal. Los virus gigantes pudieron haber dado origen a los virus de la clase Naldaviricetes o descender de un ancestro compartido. Casi todos los virus de este dominio son de ADN bicatenario. Algunos virus de Varidnaviria (principalmente virus procariotas) tienen uracilo en su ADN denominado ADN-U, el uracilo es considerado un nucleótido típico del ARN. Este tipo de ADN está ausente en las células, por lo que dichos virus podrían representar una reliquia de la transición del ARN al ADN del mundo de ARN.
Los virus de Monodnaviria se caracterizan por codificar una endonucleasa de la superfamilia HUH y una proteína denominada Rep que les permite una replicación en círculo rodante. Esta es una proteína única de los virus de este dominio, los plásmidos y algunos virus satélite de ADN que no tiene homología con proteínas celulares. Casi todos sus miembros tienen genomas de ADN circular similares a los plásmidos. Pudieron haber surgido de tres eventos en los que plásmidos procariotas que codifican la endonucleasa HUH y la proteína Rep se integraron en las cápsides de ciertos virus de ARN monocatenario positivo del filo Kitrinoviricota, reemplazando el genoma y las enzimas del virus típico. Incluye la gran mayoría de los virus de ADN monocatenario. Los virus de este dominio llegaron a los eucariotas por medio de las proteobacterias cuando el endosimbionte bacteriano se convirtió en las mitocondrias (endosimbiosis seriada). Con posterioridad los virus de Monodnaviria originaron a la superfamilia de transposones helitrones y ciertos plásmidos con la pérdida de las proteínas de la cápside.
Los virus de Duplodnaviria se caracterizan por codificar una proteína exclusiva para la formación de la cápside llamada HK97-MCP, y una enzima única llamada terminasa. Todos sus miembros son virus de ADN bicatenario. La proteína específica es similar a una proteína procariota llamada encapsulina. Incluye los clásicos caudovirus procariotas y los herpesvirus que infectan animales y los mirusvirus que infectan eucariotas unicelulares. Estos últimos descienden de los primeros, con la pérdida de la cola. Algunos virus de Duplodnaviria (principalmente caudovirus) tienen uracilo en su ADN denominado ADN-U, el uracilo es considerado un nucleótido típico del ARN. Este tipo de ADN está ausente en las células, por lo que dichos virus podrían representar una reliquia de la transición del ARN al ADN del mundo de ARN.
El dominio Adnaviria incluye virus de arqueas que se caracterizan por tener una proteína específica dímera denominada SIRV2 dentro la cápside, morfología filamentosa y ADN en forma de A. Todos los representantes son virus de ADN bicatenario.
El dominio Singelaviria incluye virus de ADN bicatenario con cápsides icosaedras que tienen una proteína específica en rollo de gelatina vertical simple denominada SJR-MCP y solo infectan procariotas. 
El dominio Telodnaviria incluye virus de ADN bicatenario con morfología en forma filamentosa u ovoide, caracterizados por la presencia de proteína única llamada P95/VP91, múltiples repeticiones directas intercaladas, genes que codifican varias subunidades de la ADN polimerasa y ARN polimerasa, incluido cuatro genes de factores de expresión tardía y los genes del factor de infectividad que sugieren un mecanismo común de entrada al huésped.
Los virus de estos dominios, exceptuando a Monodnaviria y Telodnaviria' se originaron en la etapa prebiótica, antes que las células en los protobiontes durante el mundo de ARN.
De todos los virus existentes, los virus de ADN inusuales de arqueas son un complejo enigma en la historia evolutiva de los virus, puesto que no comparten ni una proteína ni un gen homólogo con los organismos celulares u otros virus. Tienen una gran cantidad de formas inusuales, que contrastan con la de los virus conocidos. Además, muchos de ellos no están emparentados entre sí, por lo que están desconectados de la virosfera y se ha sugerido que estos virus de arqueas son descendientes de varios linajes primordiales de virus de ADN que solo prosperaron en las arqueas, pero que no lograron colonizar a las bacterias o eucariotas. Incluso se ha sugerido que estos virus pudieron originar los plásmidos de arqueas. Su origen, al igual que en otros virus, es anterior al del último antepasado común universal debido a la falta de homologías. Algunos virus inusuales de arqueas como Ampullaviridae, Guttaviridae, Bicaudaviridae, Fuselloviridae, Thaspiviridae y Halspiviridae parecen estar relacionados con plásmidos y transposones procariotas y de hecho sus genomas pueden haber evolucionado a partir de estos elementos genéticos móviles no virales. Las familias Ampullaviridae, Thaspiviridae y Halspiviridae muestran una relación estrecha con los transposones capsones, mientras que las familias Guttaviridae, Bicaudaviridae y Fuselloviridae, están vinculadas con algunos tipos de plásmidos arqueales. Se ha planteado la posibilidad de que la enigmática virosfera arqueal evolucionó mediante la recombinación genética entre elementos genéticos móviles no virales y virus. Se ha sugerido que las familias Fuselloviridae, Halspiviridae, Thaspiviridae, Itzamnaviridae, Bicaudaviridae están relacionadas por la presencia de una proteína homóloga SSV1, ATPasas de la superfamilia AAA, forma de limón y el ensamblaje similar, la proteína homóloga también está presente en la familia de virus arqueanos filamentosos Clavaviridae, por lo que se ha sugerido que estos virus evolucionaron de virus filamentosos emparentados con Clavaviridae que alteraron su forma para almacenar un genoma más grande y conformarían un dominio o linaje. También queda sin asignar la familia de virus bacterianos de ADN inusuales Plasmaviridae que tampoco muestra relación filogenética con otros virus y organismos celulares, cuya procedencia podría ser similar a la que se propuso para los virus inusuales de arqueas. 
Los virus y agentes subvirales pudieron mediar las transiciones del mundo de ARN según algunos autores. Estas transiciones del mundo de ARN se les ha nombrado, mundo de ARN verdadero (la etapa inicial), mundo de ARN + proteínas, mundo de retrotranscripción y mundo de ADN (la etapa final). Se ha propuesto que los viroides, virusoides junto con los ribozimas e intrones del grupo I fueron los primeros replicadores de la etapa inicial del mundo de ARN debido a que no codifican proteínas y porque los viroides y virusoides tampoco transcriben ADN, estos replicadores al haberse unido con proteínas, darían paso al mundo de ARN + proteínas donde comenzaría la codificación de proteínas sin transcripción de ADN y surgirían los virus de ARN, satélites de ARN y la ARN polimerasa dependiente de ARN que codifican proteínas sin transcripción de ADN, posteriormente estos precederían a los retroelementos como los intrones del grupo II, retrones, exones, la transcriptasa inversa y elementos de ARN dependientes de ADN como los ribosomas, las ARN polimerasas dependientes de ADN, dando paso al mundo de retrotranscripción y el comienzo de la transcripción de ADN, a su vez estos elementos harían la transición del ARN al ADN pasando finalmente al mundo de ADN donde por último se originarían las ADN polimerasas, virus de ADN, satélites de ADN, los cromosomas, transposones, plásmidos, repeticiones en tándem, etc. Estos acelulares o elementos genéticos al haber estado contenidos en membranas lipídicas o protobiontes originarían a las primeras células. Un experimento (2015) ha demostrado que las cápsides de los virus pudieron haberse originado en el mundo de ARN y servían como un medio de transferencia horizontal entre las comunidades de replicadores de los protobiontes dado que estas comunidades no podrían sobrevivir si el número de parásitos génicos aumentaba, siendo ciertos genes los responsables de la formación de estas estructuras y los que favorecían la supervivencia de las comunidades autorreplicativas. El desplazamiento de estos genes entre los organismos celulares pudieron favorecer la aparición de nuevos virus durante la evolución. Otra teoría que se ha propuesto es que los virus gigantes pudieron haber originado el núcleo de las células eucariotas al haberse incorporado el virus dentro de la célula donde en lugar de replicarse y destruir la célula huésped, permanecería dentro de la célula originando posteriormente el núcleo y dando lugar a otras innovaciones genómicas. Esta teoría es conocida como la "eucariogénesis viral".
Por otro lado, estudios basados en los proteomas y los pliegues de las proteínas que son secuencias que pueden conservarse por miles millones de años, incluyendo múltiples familias virales y varios filos celulares han llegado a una hipótesis de que los virus son un grupo complejamente parafilético, el análisis ha demostrado que los virus ARN son un taxón parafilético de los virus ADN, pero los organismos celulares formaron un subgrupo dentro de los virus ADN siendo los mimivirus los más cercanos a estos. Los virus retrotranscritos y los virus gigantes no formaron grupos monofiléticos, lo que implica que evolucionaron independientemente en diferentes líneas evolutivas. Los autores proponen es que los virus se originaron en protobiontes que posteriormente se separaron para dar origen a las primeras células procariotas. Esto demuestra que puede haber varios dominios virales y tan solo 2 dominios celulares resumidos de manera monofilética.